# Gory Days
Gory Days este al doilea album de studio al rapperului american Necro, lansat la 13 noiembrie 2001 prin Psycho+Logical-Records. Pe acest album Necro abordează stilul death rap iar materialul a dat naștere la două singleuri: "Bury You with Satan" și "Morbid".

## Tracklst
1. "Bury You with Satan" (4:01)
2. "World Gone Mad" (4:50)
3. "Light My Fire" (3:23)
4. "Circle of Tyrants" (4:51 - cu Mr. Hyde, Goretex, Ill Bill și Captain Carnage)
5. "Dead Body Disposal" (5:43)
6. "You're All Dying" (3:35)
7. "All Hotties Eat the Jizz" (4:09)
8. "Scalpel" (3:55)
9. "12 King Pimp Commandments" (4:09)
10. "Gory Days" (3:15)
11. "Poetry in the Streets" (3:42 - cu Ill Bill)
12. "Don't Try to Ruin It" (3:39 - cu The Kid Joe)
13. "One Way or Another" (3:33)
14. "Morbid" (2:46)

## Singleuri
- "Bury You with Satan" (2001)
- "Morbid" (2001)